# Mount Meeker
Mount Meeker – szczyt w Górach Skalistych, o wysokości 4240 m n.p.m., w paśmie Front Range, w płn. części stanu Kolorado w USA na terenie Parku Narodowego Gór Skalistych, w hrabstwie Boulder. Szczyt jest dobrze widoczny z płn. przedmieść Denver. Razem z odległą o 0,95 km górą Longs Peak nazywane są czasami Twin Peaks (pol. Bliźniacze Szczyty). Ze względu na widoczność jest dobrze znany, jest to jednak dopiero 68. szczyt pod względem wysokości w stanie Kolorado.